# Sân bay Borg El Arab
Sân bay Borg El Arab (IATA: HBE, ICAO: HEBA) là một sân bay ở Alexandria, Ai Cập. Sân bay này nằm cách Alexandria 25 km về phía tây nam, ở Borg El Arab.
Năm 2007, sân bay này đã phục vụ 236.135 lượt khách (tăng 2,2% so với năm 2006).

## Trang thiết bị nhà ga
Sân bay này có một nhà ga với 3 quầy thủ tục, 2 quầy xuất nhập cảnh, một sảnh, một cổng đi và 1 quán cà phê.
Sân bay này có khả năng phục vụ một chuyến bay trong 4 tiếng.
Tháng 7 năm 2007, Egyptian Airports Company đã ký hợp đồng xây một nhà ga mới có công suất 2,5 triệu khách mỗi năm với chi phí 550 bảng Ai Cập (97 triệu dollar Mỹ.

## Các hãng hàng không và các tuyến điểm
| Hãng hàng không             | Các điểm đến                                                                               |
| --------------------------- | ------------------------------------------------------------------------------------------ |
| Air Arabia                  | Sharjah                                                                                    |
| Air Arabia Egypt            | Abu Dhabi, Amman, Jeddah, Riyadh, Dammam, Kuwait, Milan-Orio al Serio [begins 16 December] |
| AlMasria Universal Airlines | Kuwait, Dubai, Benghazi                                                                    |
| Bahrain Air                 | Bahrain                                                                                    |
| Buraq Air                   | Tripoli, Benghazi                                                                          |
| EgyptAir                    | Cairo, Jeddah, Madinah, Riyadh, Dammam, Dubai, Kuwait                                      |
| EgyptAir Express            | Athens, Beirut, Cairo, Hurghada, Luxor, Sharm El Sheikh                                    |
| Etihad Airways              | Abu Dhabi                                                                                  |
| Flydubai                    | Dubai                                                                                      |
| Gulf Air                    | Bahrain                                                                                    |
| Jazeera Airways             | Kuwait                                                                                     |
| Kuwait Airways              | Kuwait                                                                                     |
| Libyan Airlines             | Tripoli, Benghazi                                                                          |
| Nas Air                     | Jeddah, Riyadh                                                                             |
| Nile Air                    | Jeddah                                                                                     |
| Qatar Airways               | Doha                                                                                       |
| Royal Jordanian             | Amman-Queen Alia                                                                           |
| Saudi Arabian Airlines      | Jeddah, Riyadh                                                                             |
| Turkish Airlines            | Istanbul-Atatürk                                                                           |